# Cholestase intrahépatique progressive familiale
La cholestase intrahépatique progressive familiale est un groupe de maladies génétiques causées par des défauts dans les transporteurs épithéliaux biliaires entrainant une altération de la sécrétion biliaire. C'est une forme rare de cholestase métabolique.
Bien que la prévalence exacte ne soit pas connue, elle est estimée entre 1 naissance sur 50 000 et 1 naissance sur 100 000.
Ces maladies sont provoquées par une mutation d'un gène codant les protéines sécrétant la bile, produite par le foie.

## Signes et symptômes
Un ictère survient généralement dès la naissance. Il dure souvent peu de temps. Un prurit invalidant, du à une accumulation d'acide biliaire dans le sang, entraine des lésions de grattage, des problèmes de sommeil et est lié à une santé mentale dégradée.
Un syndrome de malabsorption entraine un déficit en vitamines A, D, E et K qui doit donc être supplanté, ainsi qu'une insuffisance pondérale, impliquant la mise en place d'un régime alimentaire spécial voire d'une sonde naso gastrique.
Les complications à type de cirrhose, d'insuffisance hépatique surviennent avant l'âge adulte et peuvent aboutir au décès en l'absence de transplantation hépatique.
Les femmes porteuses hétérozygotes peuvent voir leur grossesse se compliquer de cholestase gravidique durant le troisième trimestre de leur grossesse[réf. nécessaire].

## Diagnostic
Cette maladie est souvent diagnostiquée lors de l'enfance.
Le diagnostic repose sur un examen clinique approfondi, un dosage de la gamma glutamyl transpeptidase sérique, qui sera élevé chez les patients atteints du type 3 de la maladie. La biopsie hépatique, ainsi qu'une échographie hépatique, qui peuvent s'avérer normales au début de la maladie sont également prise en compte. 
Une cholangiographie peut-être réalisée pour éliminer un diagnostic différentiel. De même, la synthèse des acides biliaires est vérifiée.

## Traitement
Le traitement initial est l'acide ursodésoxycholique. C'est un acide biliaire stimulant la sécrétion de bile. Pour traiter le prurit, un des thérapeutiques utilisés est l'Odevixibat. Si les traitements ne sont pas assez efficaces pour calmer les démangeaisons, une opération chirurgicale de dérivation biliaire externe peut être réalisée. Celle-ci vise à poser un drain à la surface de la peau par lequel la bile s'évacuera.
Une transplantation hépatique est généralement nécéssaire avant l'âge adulte.

## Types
Seule l'analyse génétique permet de distinguer les 13 types de cholestase intrahépatique progressive familiale qui sont :
- type 1, aussi appelée maladie de Byler[6],[7] ;
- type 2, une déficience du transporteur ABCB11 aussi appelé BSEP[8] ;
- type 3, due à une mutation du gène ABCB4 codant la protéine MDR3[9] ;
- type 4, causé par une mutation du gène TJP2[10] ;
- type 5, causé par une mutation du gène NR1H4[11] ;
- type 6, causé par une mutation du gène SLC51A[12] ;
- type 7, associé ou non à une perte d'audition, causé par une mutation du gène USP53[13] ;
- type 8, causé par une mutation du gène KIF12[14];
- type 9 causé par une mutation du gène ZFYVE19[15] ;
- type 10, causé par une mutation du gène MYO5B[16] ;
- type 11, causé par une mutation du gène SEMA7A[17] ;
- type 12, causé par une mutation du gène VPS33B[18] ;
- type 13, causé par une mutation du gène PSKH1[19].